# لوسیل راندون
لوسیل راندون (فرانسوی: Lucile Randon‎; زاده ۱۱ فوریهٔ ۱۹۰۴ – درگذشته ۱۷ ژانویه ۲۰۲۳)، مشهور به خواهر آندره، ابرصدساله فرانسوی بود که از ۱۹ آوریل ۲۰۲۲ تا ۱۷ ژانویه ۲۰۲۳ پیرترین انسان زنده با عمر تأییدشده (۱۱۸ سال، ۳۴۰ روز) بود. خواهر آندره در سال ۱۹۴۴ راهبه کاتولیک شد.
راندون متولد سال ۱۹۰۴ در جنوب فرانسه بود و شاهد دو جنگ جهانی و ۲۷ رئیس دولت فرانسه و ۱۰ پاپ بود. راندون در یک خانواده پروتستان بزرگ شد و پدربزرگ او کشیش بود. او در سال ۱۹۲۳ در سن ۱۹ سالگی به مذهب کاتولیک گروید. او بعداً در سال ۱۹۴۴ به گروه دختران خیریه کاتولیک پیوست و نام خواهر آندره را به افتخار برادر بزرگ‌تر خود گرفت.
در سال ۲۰۲۱ پیرترین انسانی بود که از ابتلا به کرونا جان سالم بدر برد. وقتی تست کرونای خواهر آندره مثبت اعلام شد، او را از سایر سالمندان آسایشگاه شهر تولون در جنوب فرانسه جدا کردند و سه هفته در قرنطینه بود. خواهر آندره که نابینا بود پس از بهبودی گفت «خوشحالم که زنده هستم اما از مرگ نمی‌ترسم؛ چون در آن دنیا مادر و پدر و برادرم را خواهم دید.» خواهر آندره عادت داشت هر روز صبح، تکه‌ای شکلات بخورد.
او در یک مرکز نگهداری سالمندان در تولون فرانسه اقامت داشت و ۱۷ ژانویه ۲۰۲۳ در خواب درگذشت.

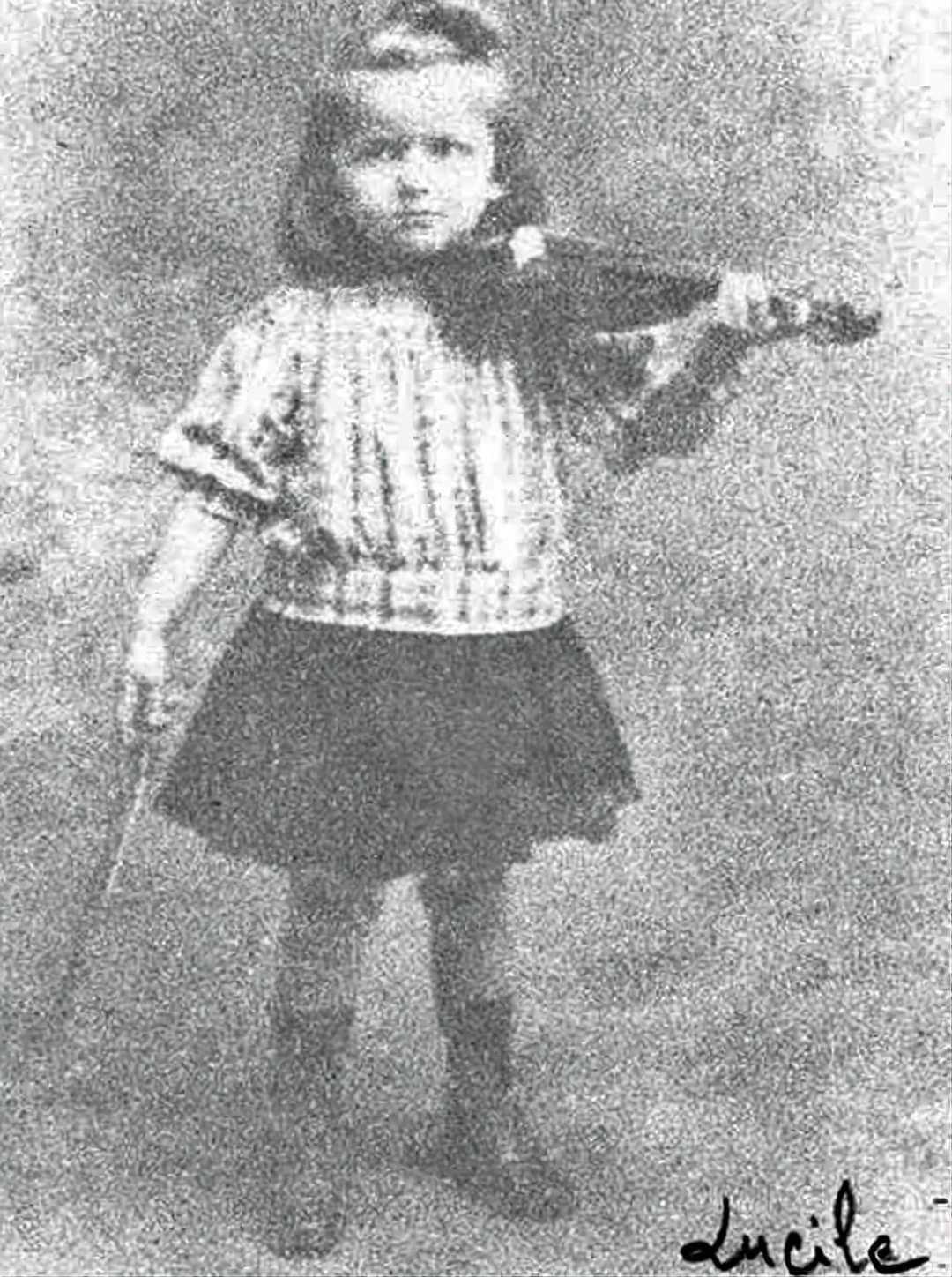
کودکی لوسی راندون c. 1907–1910